# Wiktor Kozankow
Wiktor Kozankow (ros. Виктор Козанков, ur. 21 stycznia 1959) – rosyjski kierowca wyścigowy.

## Kariera
W latach 1985, 1987 i 1989 był mistrzem ZSRR w wyścigach samochodowych w klasie Formuły 1600, natomiast w latach 1986, 1988 i 1990 zdobywał drugie miejsce w klasyfikacji tej serii. W sezonie 1986 zajął szóste miejsce w Formule Wostok, a dwa lata później zdobył mistrzostwo. W sezonach 1988–1989 triumfował w wyścigowym Pucharze Pokoju i Przyjaźni, korzystając z samochodów Estonia. W roku 1992 wygrał Międzynarodowe Wyścigowe Samochodowe Mistrzostwa Polski w Formule Mondial; rok później zajął trzecie miejsce w klasie E2, a w 1994 roku był drugi w klasie Inter E-1600. W 1993 roku został wyścigowym mistrzem Rosji. W latach 1995–1996 zdobywał tytuł mistrza Rosji w Formule 1600, natomiast w sezonach 1997–1998 był mistrzem Rosyjskiej Formuły 3. W latach 1995–1996 bez większych sukcesów uczestniczył w serii Formula Opel Lotus Nations Cup. W 2000 roku został wicemistrzem Rosyjskiej Formuły 3, a rok później zajął w klasyfikacji trzecie miejsce.
Mieszka w Moskwie.